# Julie Wilhelmine Hagen-Schwarz
Julie Wilhelmine Hagen-Schwarz (Julie Hagen-Schwarz, ur. 27 października 1824 w Klein-Wrangelshof w guberni inflanckiej, zm. 20 października 1902 w Tartu) – bałtycka malarka niemiecka, portrecistka.

## Życiorys
Julie Wilhelmine Hagen-Schwarz była córką malarza Augusta Matthiasa Hagena. Urodziła się podczas plenerowej wycieczki malarskiej rodziców. Ponieważ wcześnie zaczęła interesować się rysunkiem, ojciec udzielał jej lekcji. Po ukończeniu szkoły, zapisała się na Uniwersytet w Tartu, gdzie wkrótce skupiła się na malarstwie portretowym.
Po ukończeniu studiów otrzymała stypendium na naukę w Niemczech. Zaczęła od nauki u Friedricha Gonne w Dreźnie, następnie udała się do Monachium, gdzie zaczęła pracę w warsztacie Johanna Moritza Rugendasa. Trzy lata później wróciła do Tartu i otrzymała kolejne stypendium od cara Mikołaja I na studia we Włoszech. Tym razem towarzyszył jej ojciec, który liczył, że włoski klimat poprawi jego pogarszający się wzrok.
W 1854 roku Hagen-Schwarz powróciła do domu jako rozpoznawalna artystka, dzięki udziałowi w kilku wystawach w różnych miejscach Europy. Niedługo później wyszła za mąż za astronoma Ludwiga Schwarza, który później został dyrektorem lokalnego obserwatorium. Częścią ich podróży poślubnej był wyjazd na południowo-wschodnią Syberię o długości 600 wiorst; Schwarz został członkiem wyprawy badawczej, która przygotowywała szczegółowe mapy i badała zasoby mineralne dla Rosyjskiego Towarzystwa Geograficznego. Hagen-Schwarz wykorzystała okazję, aby szkicować nowe otoczenie.
W 1858 roku, jako pierwsza osoba z dzisiejszych ziem estońskich, została członkiem Akademii Sztuk Pięknych w Petersburgu. Była tym samym także jedną z pierwszych kobiet akademików na tej uczelni. Do końca życia pracowała w Tartu, była ważną postacią życia artystycznego miasta.

## Galeria

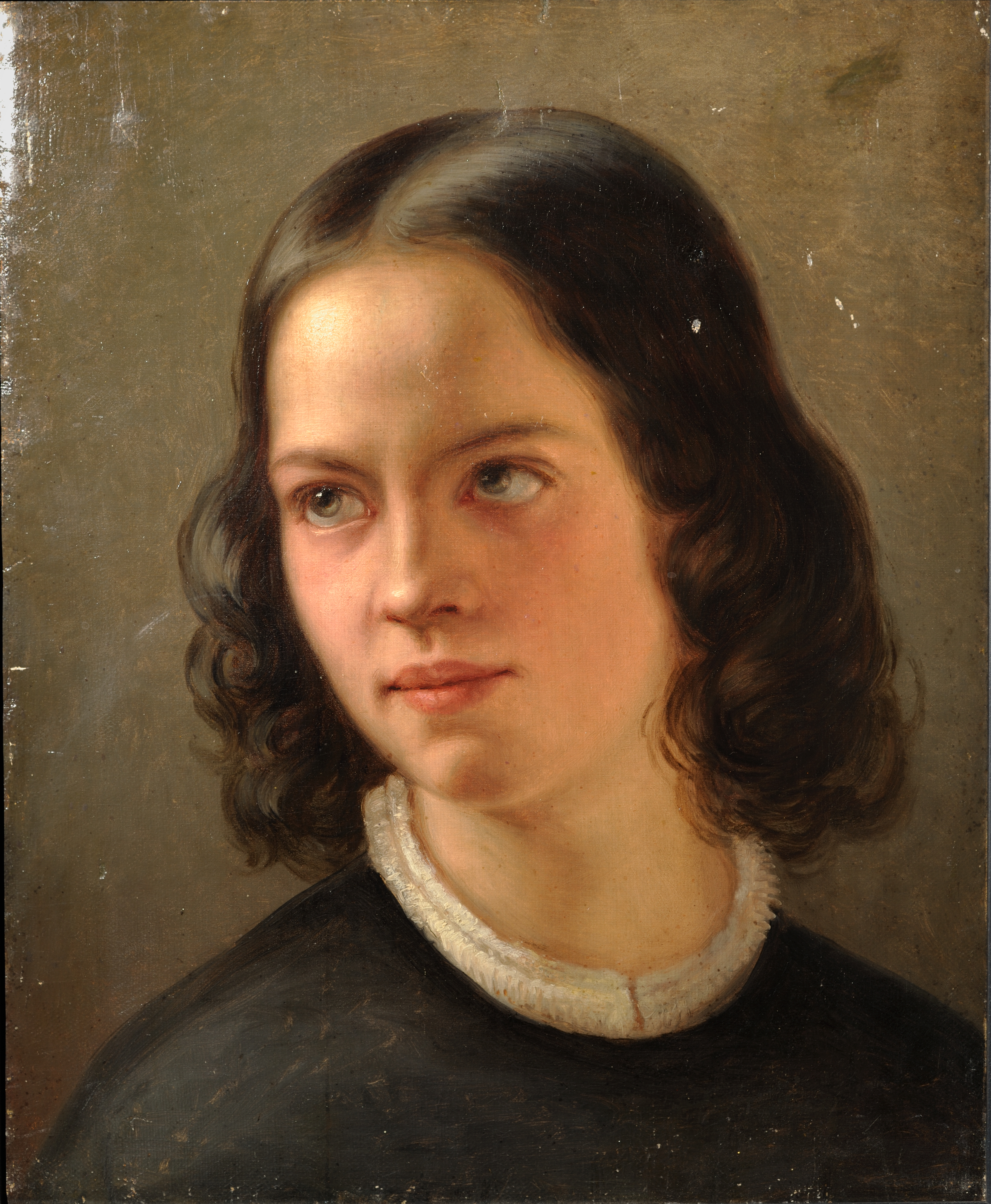
Autoportret, 1849 rok
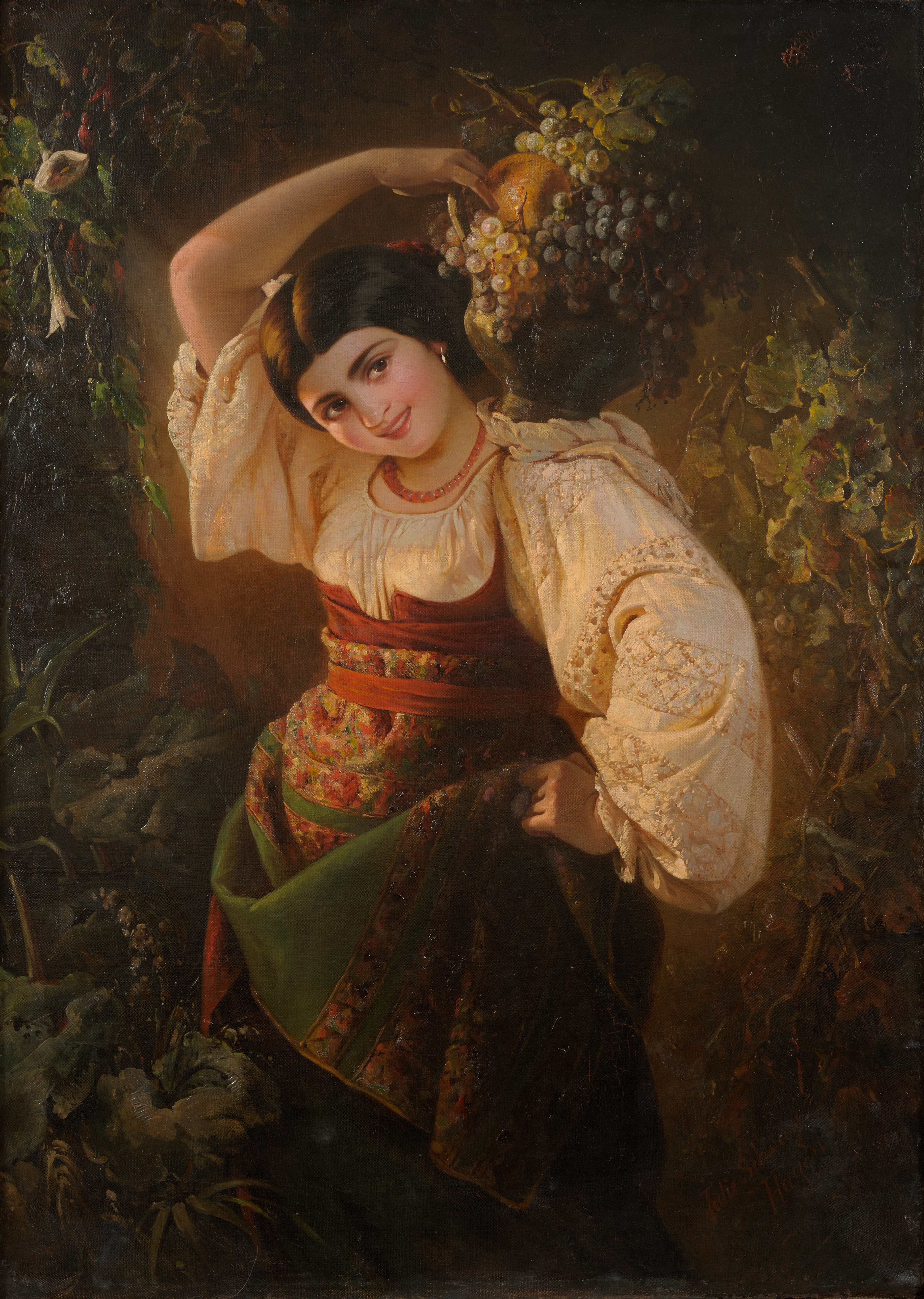
Włoszka z wazą, ok. 1850, Tartu Kunstimuuseum
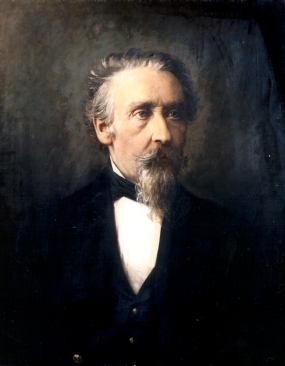
Portret Hugona Kappa
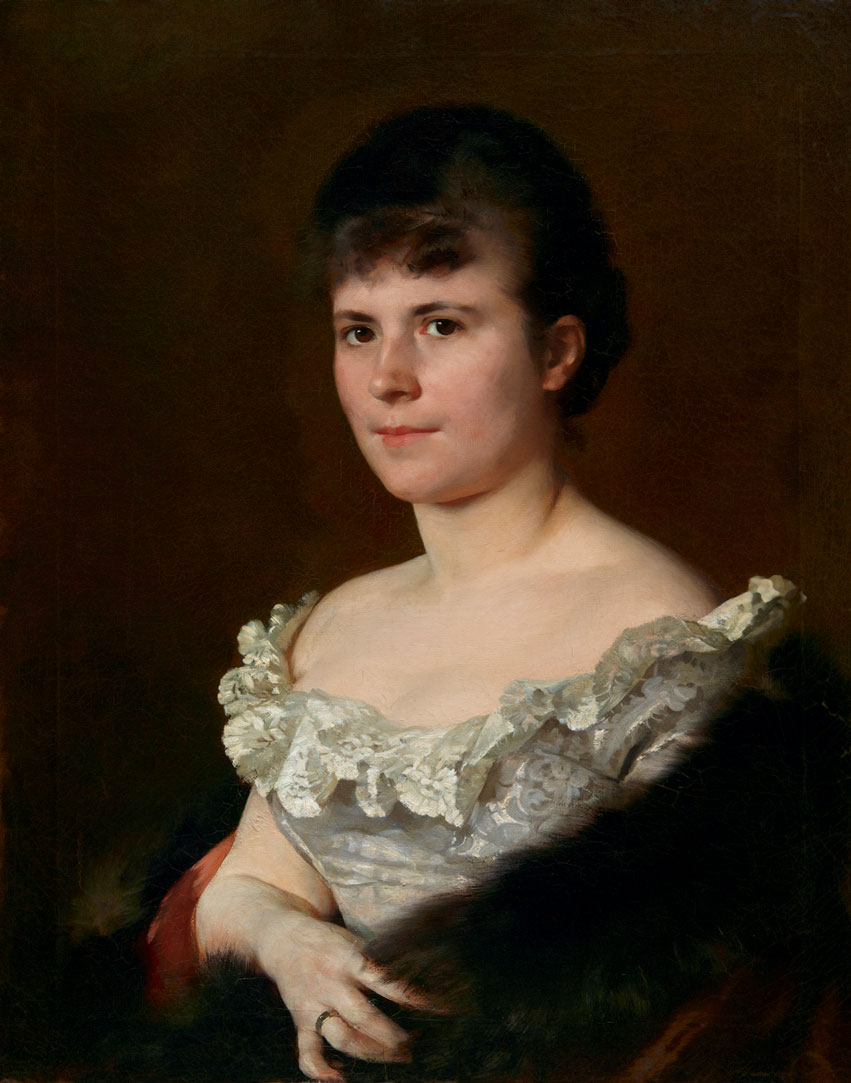
Portret Auguste Wagner
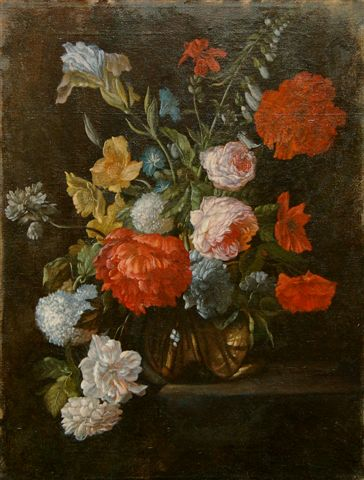
Martwa natura z kwiatami

## Wybrane publikacje o Hagen-Schwarz
- Preem Epp, Sander Mart: Julie Hagen-Schwarz, 1824-1902. Tallin: LiteRarity, 2009. ISBN 978-9949-18-784-3. Brak numerów stron w książce
- Eiskop Merli-Triin, Wilhelmi Anja, Conrad Christin, Abel Tiina, Tiideberg Kristiina: Julie Hagen-Schwarz. The First Female Artist. Tartu: Tartu Kunstimuuseum. ISBN 978-9949-7225-3-2. Brak numerów stron w książce